# کاخ رضاخان (ناهارخوران)
کاخ رضاخان (ناهار خوران) مربوط به دوره پهلوی است و در رودسر، میدان طالقانی(کاخ سابق) واقع شده و این اثر در تاریخ ۲۶ اسفند ۱۳۵۳ با شمارهٔ ثبت ۱۰۴۴ به‌عنوان یکی از آثار ملی ایران به ثبت رسیده‌است.